# Оскар (кинопремия, 1973)
45-я церемония вручения наград премии «Оскар» за заслуги в области кинематографа за 1972 год состоялась 27 марта 1973 года в Dorothy Chandler Pavilion (Лос-Анджелес, Калифорния).

## Фильмы, получившие несколько номинаций
| Фильм                                             | номинации | награды |
| ------------------------------------------------- | --------- | ------- |
| • Кабаре / Cabaret                                | 10        | 8       |
| • Крёстный отец / The Godfather                   | 11 — 1    | 3       |
| • Приключение «Посейдона»                         | 8         | 1 + 1   |
| • Леди поёт блюз / Lady Sings the Blues           | 5         | -       |
| • Путешествия с моей тётей / Travels with My Aunt | 4         | 1       |
| • Эмигранты / Utvandrarna                         | 4         | -       |
| • Саундер / Sounder                               | 4         | -       |
| • Игра на вылет / Sleuth                          | 4         | -       |
| • Бабочки свободны / Butterflies Are Free         | 3         | 1       |
| • Избавление / Deliverance                        | 3         | -       |
| • Молодой Уинстон / Young Winston                 | 3         | -       |
| • Скромное обаяние буржуазии                      | 2         | 1       |
| • Кандидат / The Candidate                        | 2         | 1       |
| • Разбивающий сердца / The Heartbreak Kid         | 2         | -       |
| • Пит и Тилли / Pete 'n' Tillie                   | 2         | -       |

## Список лауреатов и номинантов
★ Победители выделены отдельным цветом. 

### Основные категории
| Категории                         | Лауреаты и номинанты                                                                           | Лауреаты и номинанты                                                                           |                              |
| --------------------------------- | ---------------------------------------------------------------------------------------------- | ---------------------------------------------------------------------------------------------- | ---------------------------- |
| Лучший фильм                      | ★ Крёстный отец / The Godfather (продюсер: Альберт С. Радди)                                   | ★ Крёстный отец / The Godfather (продюсер: Альберт С. Радди)                                   |                              |
| Лучший фильм                      | • Кабаре / Cabaret (продюсер: Сай Фойер)                                                       |                                                                                                |                              |
| Лучший фильм                      | • Избавление / Deliverance (продюсер: Джон Бурмен)                                             |                                                                                                |                              |
| Лучший фильм                      | • Эмигранты / Utvandrarna (продюсер: Бенгт Форслунд)                                           |                                                                                                |                              |
| Лучший фильм                      | • Саундер / Sounder (продюсер: Роберт Б. Радниц)                                               |                                                                                                |                              |
| Лучший режиссёр                   |                                                                                                | ★ Боб Фосс за фильм «Кабаре»                                                                   | ★ Боб Фосс за фильм «Кабаре» |
| Лучший режиссёр                   | • Джон Бурмен — «Избавление»                                                                   |                                                                                                |                              |
| Лучший режиссёр                   | • Ян Труэль — «Эмигранты»                                                                      |                                                                                                |                              |
| Лучший режиссёр                   | • Фрэнсис Форд Коппола — «Крёстный отец»                                                       |                                                                                                |                              |
| Лучший режиссёр                   | • Джозеф Л. Манкевич — «Игра на вылет»                                                         |                                                                                                |                              |
| Лучшая мужская роль               |                                                                                                | ★ Марлон Брандо (отказ) — «Крёстный отец» (за роль дона Вито Корлеоне)                         |                              |
| Лучшая мужская роль               | • Майкл Кейн — «Игра на вылет» (за роль Майло Тиндла)                                          |                                                                                                |                              |
| Лучшая мужская роль               | • Лоренс Оливье — «Игра на вылет» (за роль Эндрю Уайка)                                        |                                                                                                |                              |
| Лучшая мужская роль               | • Питер О’Тул — «Правящий класс» (за роль Джека Арнольда Александра Танкреда Гёрни)            |                                                                                                |                              |
| Лучшая мужская роль               | • Пол Уинфилд — «Саундер» (за роль Нейтана Ли Моргана)                                         |                                                                                                |                              |
| Лучшая женская роль               |                                                                                                | ★ Лайза Миннелли — «Кабаре» (за роль Салли Боулз)                                              |                              |
| Лучшая женская роль               | • Дайана Росс — «Леди поёт блюз» (за роль Билли Холидей)                                       |                                                                                                |                              |
| Лучшая женская роль               | • Мэгги Смит — «Путешествия с моей тётей» (за роль Аугусты Бертрам)                            |                                                                                                |                              |
| Лучшая женская роль               | • Сисели Тайсон — «Саундер» (за роль Ребекки Морган)                                           |                                                                                                |                              |
| Лучшая женская роль               | • Лив Ульман — «Эмигранты» (за роль Кристины Нильссон)                                         |                                                                                                |                              |
| Лучшая мужская роль второго плана |                                                                                                | ★ Джоэл Грей — «Кабаре» (за роль конферансье)                                                  |                              |
| Лучшая мужская роль второго плана | • Эдди Альберт — «Разбивающий сердца» (за роль мистера Коркорана)                              |                                                                                                |                              |
| Лучшая мужская роль второго плана | • Джеймс Каан — «Крёстный отец» (за роль Сантино «Сонни» Корлеоне)                             |                                                                                                |                              |
| Лучшая мужская роль второго плана | • Роберт Дюваль — «Крёстный отец» (за роль Тома Хэгена)                                        |                                                                                                |                              |
| Лучшая мужская роль второго плана | • Аль Пачино — «Крёстный отец» (за роль Майкла Корлеоне)                                       |                                                                                                |                              |
| Лучшая женская роль второго плана |                                                                                                | ★ Айлин Хекарт — «Бабочки свободны» (за роль миссис Бейкер)                                    |                              |
| Лучшая женская роль второго плана | • Джинни Берлин — «Разбивающий сердца» (за роль Лайлы Колодны)                                 |                                                                                                |                              |
| Лучшая женская роль второго плана | • Джеральдин Пейдж — «Пит и Тилли» (за роль Гертруды)                                          |                                                                                                |                              |
| Лучшая женская роль второго плана | • Сьюзан Тайррелл — «Жирный город» (за роль Омы)                                               |                                                                                                |                              |
| Лучшая женская роль второго плана | • Шелли Уинтерс — «Приключение „Посейдона“» (за роль Белль Розен)                              |                                                                                                |                              |
| Лучший оригинальный сценарий      | ★ Джереми Ларнер — «Кандидат»                                                                  | ★ Джереми Ларнер — «Кандидат»                                                                  |                              |
| Лучший оригинальный сценарий      | • Луис Бунюэль и Жан-Клод Каррьер — «Скромное обаяние буржуазии»                               |                                                                                                |                              |
| Лучший оригинальный сценарий      | • Теренс Макклой, Крис Кларк и Сюзанна де Пасс — «Леди поёт блюз»                              |                                                                                                |                              |
| Лучший оригинальный сценарий      | • Луи Маль — «Порок сердца»                                                                    |                                                                                                |                              |
| Лучший оригинальный сценарий      | • Карл Форман — «Молодой Уинстон»                                                              |                                                                                                |                              |
| Лучший адаптированный сценарий    | ★ Марио Пьюзо и Фрэнсис Форд Коппола — «Крёстный отец» (по одноимённому роману Марио Пьюзо)    | ★ Марио Пьюзо и Фрэнсис Форд Коппола — «Крёстный отец» (по одноимённому роману Марио Пьюзо)    |                              |
| Лучший адаптированный сценарий    | • Джей Прессон Аллен — «Кабаре» (на основе одноимённого мюзикла)                               |                                                                                                |                              |
| Лучший адаптированный сценарий    | • Ян Труэль и Бенгт Форслунд — «Эмигранты» (по серии романов Вильхельма Муберга)               |                                                                                                |                              |
| Лучший адаптированный сценарий    | • Джулиус Джей Эпштейн — «Пит и Тилли» (по рассказу Питера де Фриза «Witch’s Milk»)            |                                                                                                |                              |
| Лучший адаптированный сценарий    | • Лонн Элдер III — «Саундер» (по одноимённому роману Уильяма Х. Армстронга)                    |                                                                                                |                              |
| Лучший фильм на иностранном языке | ★ Скромное обаяние буржуазии / Le Charme discret de la bourgeoisie (Франция) реж. Луис Бунюэль | ★ Скромное обаяние буржуазии / Le Charme discret de la bourgeoisie (Франция) реж. Луис Бунюэль |                              |
| Лучший фильм на иностранном языке | • А зори здесь тихие (СССР) реж. Станислав Ростоцкий                                           |                                                                                                |                              |
| Лучший фильм на иностранном языке | • Я люблю тебя, Роза / אני אוהב אותך רוזה (Израиль) реж. Моше Мизрахи                          |                                                                                                |                              |
| Лучший фильм на иностранном языке | • Моя прекрасная сеньорита / Mi querida señorita (Испания) реж. Хайме де Арминьян              |                                                                                                |                              |
| Лучший фильм на иностранном языке | • Поселенцы / Nybyggarna (Швеция) реж. Ян Труэль                                               |                                                                                                |                              |

### Другие категории
| Категории                                                 | Лауреаты и номинанты | Лауреаты и номинанты                                                                                                  | Лауреаты и номинанты |
| --------------------------------------------------------- | --- | --- | -------------------- |
| Лучшая музыка: Original Dramatic Score                    | Чарли Чаплин в 1965 году | ★ Чарли Чаплин, Раймонд Раш (посмертно) и Ларри Расселл (посмертно) — «Огни рампы»                                    |                      |
| Лучшая музыка: Original Dramatic Score                    | Чарли Чаплин в 1965 году | • Джон Уильямс — «Образы»                                                                                             |                      |
| Лучшая музыка: Original Dramatic Score                    | Чарли Чаплин в 1965 году | • Бадди Бэйкер — «Наполеон и Саманта»                                                                                 |                      |
| Лучшая музыка: Original Dramatic Score                    | Чарли Чаплин в 1965 году | • Джон Уильямс — «Приключение „Посейдона“»                                                                            |                      |
| Лучшая музыка: Original Dramatic Score                    | Чарли Чаплин в 1965 году | • Джон Эддисон — «Игра на вылет»                                                                                      |                      |
| Лучшая музыка: Original Dramatic Score                    | Чарли Чаплин в 1965 году | • Нино Рота — «Крёстный отец» (снят с номинации)                                                                      |                      |
| Лучшая музыка: Запись песен к фильму, адаптация партитуры | ★ Ральф Бёрнс (адаптация партитуры) — «Кабаре»                                                                                   | ★ Ральф Бёрнс (адаптация партитуры) — «Кабаре»                                                                        |                      |
| Лучшая музыка: Запись песен к фильму, адаптация партитуры | • Гил Аски (адаптация партитуры) — «Леди поёт блюз»                                                                              | |                      |
| Лучшая музыка: Запись песен к фильму, адаптация партитуры | • Лоуренс Розенталь (адаптация партитуры) — «Человек из Ла Манчи»                                                                | |                      |
| Лучшая песня к фильму                                     | ★ The Morning After — «Приключение „Посейдона“» — музыка и слова: Эл Кэша и Джоэл Хёршхорн                                       | ★ The Morning After — «Приключение „Посейдона“» — музыка и слова: Эл Кэша и Джоэл Хёршхорн                            |                      |
| Лучшая песня к фильму                                     | • Ben — «Бен» — музыка: Уолтер Шарф, слова: Дон Блэк                                                                             | |                      |
| Лучшая песня к фильму                                     | • Come Follow, Follow Me — «Маленький ковчег» (англ.) — музыка: Фред Карлин, слова: Марша Карлин                                 | |                      |
| Лучшая песня к фильму                                     | • Marmalade, Molasses & Honey — «Жизнь и времена судьи Роя Бина» — музыка: Морис Жарр, слова: Мэрилин Бергман и Алан Бергман     | |                      |
| Лучшая песня к фильму                                     | • Strange Are the Ways of Love — «Мачеха» (англ.) — музыка: Сэмми Фэйн, слова: Пол Фрэнсис Уэбстер                               | |                      |
| Лучший монтаж                                             | ★ Дэвид Брезертон — «Кабаре» | ★ Дэвид Брезертон — «Кабаре»                                                                                          |                      |
| Лучший монтаж                                             | • Том Пристли — «Избавление» | |                      |
| Лучший монтаж                                             | • Уильям Рейнольдс, Питер Циннер — «Крёстный отец»                                                                               | |                      |
| Лучший монтаж                                             | • Фрэнк П. Келлер, Фред У. Бергер — «Краденый камень»                                                                            | |                      |
| Лучший монтаж                                             | • Харольд Ф. Кресс — «Приключение „Посейдона“»                                                                                   | |                      |
| Лучшая операторская работа                                | ★ Джеффри Ансуорт — «Кабаре» | ★ Джеффри Ансуорт — «Кабаре»                                                                                          |                      |
| Лучшая операторская работа                                | • Чарльз Лэнг — «Бабочки свободны»                                                                                               | |                      |
| Лучшая операторская работа                                | • Харольд Э. Стайн — «Приключение „Посейдона“»                                                                                   | |                      |
| Лучшая операторская работа                                | • Гарри Стрэдлинг мл. — «1776»                                                                                                   | |                      |
| Лучшая операторская работа                                | • Дуглас Слокомб — «Путешествия с моей тётей»                                                                                    | |                      |
| Лучшая работа художника                                   | ★ Рольф Цеетбауэр, Ганс Юрген Кибак (постановщики), Херберт Штрабель (декоратор) — «Кабаре»                                      | ★ Рольф Цеетбауэр, Ганс Юрген Кибак (постановщики), Херберт Штрабель (декоратор) — «Кабаре»                           |                      |
| Лучшая работа художника                                   | • Карл Андерсон (постановщик), Рег Аллен (декоратор) — «Леди поёт блюз»                                                          | |                      |
| Лучшая работа художника                                   | • Уильям Дж. Кребер (постановщик), Рафаэль Бреттон (декоратор) — «Приключение „Посейдона“»                                       | |                      |
| Лучшая работа художника                                   | • Джон Бокс, Хиль Паррондо (постановщики), Роберт Лэйнг (декоратор) — «Путешествия с моей тётей»                                 | |                      |
| Лучшая работа художника                                   | • Джеффри Дрэйк, Дональд М. Эштон, Джон Грэйсмарк, Уильям Хатчинсон (постановщики), Питер Джеймс (декоратор) — «Молодой Уинстон» | |                      |
| Лучший дизайн костюмов                                    | ★ Энтони Пауэлл — «Путешествия с моей тётей»                                                                                     | ★ Энтони Пауэлл — «Путешествия с моей тётей»                                                                          |                      |
| Лучший дизайн костюмов                                    | • Анна Хилл Джонстон — «Крёстный отец»                                                                                           | |                      |
| Лучший дизайн костюмов                                    | • Боб Маки, Рэй Агаян и Норма Кох — «Леди поёт блюз»                                                                             | |                      |
| Лучший дизайн костюмов                                    | • Пол Заступневич — «Приключение „Посейдона“»                                                                                    | |                      |
| Лучший дизайн костюмов                                    | • Энтони Мендельсон — «Молодой Уинстон»                                                                                          | |                      |
| Лучший звук                                               | ★ Роберт Надсон, Дэвид Хилдъярд — «Кабаре»                                                                                       | ★ Роберт Надсон, Дэвид Хилдъярд — «Кабаре»                                                                            |                      |
| Лучший звук                                               | • Артур Пиантадоси, Чарльз Т. Найт — «Бабочки свободны»                                                                          | |                      |
| Лучший звук                                               | • Ричард Портман, Джин С. Кантамесса — «Кандидат»                                                                                | |                      |
| Лучший звук                                               | • Чарльз Гренцбах, Ричард Портман, Кристофер Ньюман — «Крёстный отец»                                                            | |                      |
| Лучший звук                                               | • Теодор Содерберг, Херман Льюис — «Приключение „Посейдона“»                                                                     | |                      |
| Лучший документальный полнометражный фильм                | ★ Марджо / Marjoe (продюсеры: Ховард Смит и Сара Кернокан)                                                                       | ★ Марджо / Marjoe (продюсеры: Ховард Смит и Сара Кернокан)                                                            |                      |
| Лучший документальный полнометражный фильм                | • На границе с животным миром / Bij de beesten af (продюсер: Берт Ханстра)                                                       | |                      |
| Лучший документальный полнометражный фильм                | • Малькольм X / Malcolm X (продюсеры: Марвин Ворф и Арнольд Перл (посмертно)                                                     | |                      |
| Лучший документальный полнометражный фильм                | • Мэнсон / Manson (продюсеры: Роберт Хендриксон и Лоуренс Меррик)                                                                | |                      |
| Лучший документальный полнометражный фильм                | • The Silent Revolution / The Silent Revolution (продюсер: Экхард Манк)                                                          | |                      |
| Лучший документальный короткометражный фильм              | ★ Этот маленький мир / Deze kleine wereld (продюсеры: Чарльз Гугенот ван дер Линден и Мартина Гугенот ван дер Линден)            | ★ Этот маленький мир / Deze kleine wereld (продюсеры: Чарльз Гугенот ван дер Линден и Мартина Гугенот ван дер Линден) |                      |
| Лучший документальный короткометражный фильм              | • Дождливый день Хундертвассера / Hundertwassers Regentag (продюсер: Петер Шамони)                                               | |                      |
| Лучший документальный короткометражный фильм              | • / K-Z (продюсер: Джорджо Тревес)                                                                                               | |                      |
| Лучший документальный короткометражный фильм              | • Selling Out / Selling Out (продюсер: Тадеуш Яворский)                                                                          | |                      |
| Лучший документальный короткометражный фильм              | • Автомобильное движение / The Tide of Traffic (продюсер: Хамфри Свинглер)                                                       | |                      |
| Лучший игровой короткометражный фильм                     | ★ Мир Нормана Рокуэлла… Американская мечта / Norman Rockwell’s World… An American Dream (продюсер: Ричард Баркли)                | ★ Мир Нормана Рокуэлла… Американская мечта / Norman Rockwell’s World… An American Dream (продюсер: Ричард Баркли)     |                      |
| Лучший игровой короткометражный фильм                     | • / Frog Story (продюсеры: Рон Сэтлоф и Рэйнольд Гидеон)                                                                         | |                      |
| Лучший игровой короткометражный фильм                     | • / Solo (продюсер: Дэвид Адамс)                                                                                                 | |                      |
| Лучший анимационный короткометражный фильм                | ★ Рождественская песня / A Christmas Carol (продюсер: Ричард Уильямс)                                                            | ★ Рождественская песня / A Christmas Carol (продюсер: Ричард Уильямс)                                                 |                      |
| Лучший анимационный короткометражный фильм                | • Камасутра снова с нами / Kama Sutra Rides Again (продюсер: Боб Годфри)                                                         | |                      |
| Лучший анимационный короткометражный фильм                | • Тук-тук / Tup Tup (продюсер: Неделько Драгич)                                                                                  | |                      |

### Специальные награды
| Награда                                                         | Лауреаты |
| --------------------------------------------------------------- | --- |
| Премия за особые достижения                                     | ★ Л. Б. Эбботт, А. Д. Флауэрс — «Приключение „Посейдона“» — за визуальные эффекты |
| Премия за выдающиеся заслуги в кинематографе (Почётный «Оскар») | ★ Чарльз С. Борен — человеку, который в течение 38 лет регулировал трудовые отношения в киноиндустрии и проводил политику взаимоуважения. С уважением и любовью всех, кто работает в кино.                                |
| Премия за выдающиеся заслуги в кинематографе (Почётный «Оскар») | ★ Эдвард Г. Робинсон (награждён посмертно) — сознательному гражданину, достигшему величия как актёр и ставшему покровителем искусств, что превращает его в человека Ренессанса. От друзей по искусству, которое он любил. |
| Награда имени Джина Хершолта                                    | ★ Розалинд Расселл |

## Научно-технические награды
| Категории | Лауреаты |
| --------- | --- |
| Class I   | Не присуждалась |
| Class II  | • Джозеф Э. Блуф — за исследования и разработки в области электронной фотографии и перевода видеопленки на кинопленку.                                                                   |
| Class II  | • Эдвард Х. Рейхард, Говард Т. Лазар (Consolidated Film Industries), Эдвард Эфрон (IBM) — за разработку компьютеризированной системы контроля световых клапанов для кинопечати.          |
| Class II  | • Panavision, Inc. — за разработку и проектирование кинокамеры Panaflex. |
| Class III | • Подразделение фотоисследований Kollmorgen Corp., PSC Technology Inc., Acme Products Division — за фотометр Spectra Film Gate для кинопринтеров.                                        |
| Class III | • Carter Equipment Co., Inc., Ramtronics — за световой фотометр Ramtronics для кинопринтеров.                                                                                            |
| Class III | • Давид Дегенкольб, Гарри Ларсон, Манфред Михельсон, Фред Скоби (DeLuxe General Inc.) — за разработку компьютеризированного кинопринтера и системы управления технологическим процессом. |
| Class III | • Дзиро Мукай, Рюсё Хиросе (Canon, Inc.), Уилтон Р. Холм (Центр исследований кино и телевидения AMPTP) — за разработку объектива Canon Macro Zoom для киносъемки.                        |
| Class III | • Филип В. Палмквист, Леонард Л. Олсон (3M), Фрэнк П. Кларк (Центр исследований кино и телевидения AMPTP) — за разработку модели Nextel, имитирующей кровь, для цветной киносъемки.      |
| Class III | • Э. Х. Гейслер, Г. М. Берггрен (Wil-Kin Inc.) — за разработку проекционной системы Ultra-Vision Motion Picture Theater.                                                                 |